# 赖兴塔尔
赖兴塔尔是奥地利上奥地利州乌尔法尔城郊县的一个市镇。总面积19平方公里，总人口1434人，人口密度75.5人/平方公里（2005年）。